# Lillhagsparkens sjukhus

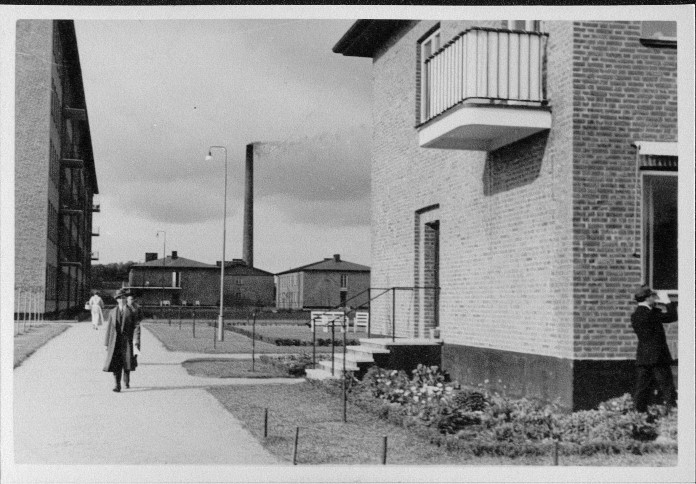
Lillhagens sjukhus. Administrationsbyggnad till höger, 1935.

Lillhagsparkens sjukhus, ursprungligen Lillhagens sjukhus för psykiskt sjuka, ligger i Hisings Backa på Hisingen i Göteborg och administreras av Västra Götalands läns landsting. Av göteborgarna kallades sjukhuset oftast bara för "Lillhagen", "Hagen" eller förkortningen "LS". Idag bedrivs inte längre någon vård på Lillhagens sjukhus; den rättspsykiatriska verksamheten flyttades 2013 till Rågården.

## Historik
Det var den 27 september 1900 som inspektören för rikets sinnessjukvård framhöll de missförhållanden som rådde i Göteborg, vilket fick stadens fattigvårdsstyrelse att lämna in en skrivelse till stadsfullmäktige om att de psykiskt sjuka och fattigvården skulle skiljas från varandra. Speciella avdelningar för mentalsjuka fanns på fattigvårdsanstalten vid Drottningtorget, "Bracka" kallat, samt på "Gibraltar", senare Vasa sjukhus. Frågan utreddes av stadsfullmäktige och den 30 november 1905 beslöt man, efter att kommit överens med staten, att vid det befintliga sjukhuset på Hisingen låta uppföra en "upptagningsanstalt för vård av akut sinnessjuka". Anstalten togs i bruk 1909 med kapacitet för 75 patienter, och nedlades den 1 januari 1934 i samband med tillkomsten av Lillhagens sjukhus. Meningen var att patienterna successivt skulle slussas ut till stadens sjukhus för fortsatt vård, men på grund av platsbrist fungerade inte modellen. Fattigvårdsstyrelsen lämnade därför 30 november 1917 in en förnyad framställning till stadsfullmäktige med krav på att en särskild anstalt skulle uppföras, enligt tidigare önskemål. Den 22 maj 1919 beslöt stadsfullmäktige att bifalla förslaget och att tillsätta en beredning för att ta fram kostnadsförslag, ritningar med mera. 

### Lillhagens sjukhus kommer till
Efter att Kungl. Maj:t och kronan samt Göteborgs stad i december 1925 avtalat om att all sinnessjukvård skulle övergå till staden, vilket föranledde stadsfullmäktige att den 16 juni 1927 besluta om att uppföra ett sjukhus för psykiskt störda på stadens egendom Hökälla i Säve socken. Sjukhuset fick namnet Lillhagens sjukhus för psykiskt störda och skulle rymma 900 patienter. Åkerbruk och trädgårdsskötsel skulle bedrives av sjukhuset i terapeutiskt syfte. Sjukhuset förfogade därför över cirka 70 hektar mark. Anläggningen påbörjades 1930, och invigdes delvis den 18 november 1932, hade ritats av professor Melchior Wernstedt och kostade med inventarier cirka 14 miljoner kronor. Sjukhuset rymde tio vårdavdelningar, och kunde inhysa ett tusental patienter. Alla de som på sinnessjukanstalter vårdades i Göteborg överflyttades efterhand till det nya sjukhuset, vilket invigdes den 17 juni 1935 till en kostnad av 14 miljoner kronor.
Med anledning av en skrivelse från sjukhusdirektionen till Göteborgs stadsfullmäktige, beslutades den 16 januari 1936 att direktionen för Lillhagens sjukhus skulle upphöra och sjukhuset ställas under förvaltning av direktionen för Göteborgs stads sjukhus (tidigare hälsovårdsnämnden) samt att sjukhusdirektören skulle tjänstgöra som direktör även för Lillhagens sjukhus. Sjukhusdirektionens skrivelse var föranledd av ett Kungligt brev av den 6 december 1935, med särskilda bestämmelser för bland annat Göteborgs stads sinnessjukhus, vilka trädde i kraft den 1 januari 1936.
Lillhagens sjukhus var indelat i så kallade vårdblock, exempel på detta var Vårdbyggnad III som hyste "halvoroliga manliga patienter", med 60 platser för permanent övervakade, 50 platser för under natten övervakade och 50 platser för icke övervakade. På sjukhusområdet fanns det vid den här tiden dessutom kyrk- och föreläsningssal med 300 sittplatser, snickeriverkstad, smedja, plåtslageri, köksavdelning, bageri, tvättinrättning samt en dansbana.
Sjukhuset blev snart överbelagt och 1938 tillkom en ny vårdavdelning samt ett annex för 41 kvinnliga patienter som var lugna och lättskötta. Dessa vårdades från 1939 i den moderniserade gamla huvudbyggnaden till herrgården Lärjeholm. Ett sekundärsjukhus vid Floda säteri för manliga patienter, togs i bruk 1953. År 1956 beslöt stadsfullmäktige om att låta uppföra en intagningspaviljong samt nya lokaler för arbets- och sysselsättningsterapi. Antalet platser var då 1 300, fördelat på fyra kliniker.

### Nya behandlingsmetoder
På 1940-talet lades grunden till vad som senare skulle bli dagens moderna behandlingsmetoder, då man började se patienters möjligheter till individuell utveckling. Docent Hakon Sjögren på Lillhagens sjukhus var en av pionjärerna på detta område. Han var även en nytänkare när det gällde behandlingen av somatiska besvär hos psykiskt sjuka - han arbetade efter övertygelsen att kropp och själ hörde samman.
Över hela världen började man på 1950-talet använda sig av mediciner som hjälpte mot psykisk sjukdom, psykofarmaka, vilket gjorde att psykiatrin kom in i ett helt nytt skede. Även om psykofarmakan inte botade sjukdomarna så blev patienterna kontaktbara och mottagliga för olika former av terapier som exempelvis samtals- eller gruppterapi. Med de nya behandlingsmetoderna såg man att det inte räckte med den gamla mentalskötarutbildningen, som varit två år lång men hade fokuserat på praktiken. En ny kursplan som var gemensam för hela Sverige arbetades fram, och 1956 startade den första gruppen elever vid Lillhagens sjukhus denna utbildning. År 1970 övergick sedan ansvaret till Vårdskolan.

### Dagsjukvård
År 1962 startade man under ledning av bland andra docent Hakon Sjögren försök med dagsjukvård för ett mindre antal patienter. Lillhagens sjukhus var först i Sverige med detta sätt att arbeta. Målet var att decentralisera psykiatrin och öppna upp de stora institutionerna mot samhället. År 1967 tog man ytterligare ett stort steg i den riktningen när Lillhagens sjukhus fick sin första träningslägenhet. Patienter som varit inskrivna länge på sjukhuset kunde nu träna inför en flytt till ett mer självständigt boende. Vården av psykiskt sjuka blev den 1 januari 1967 primärkommunernas ansvar. Tidigare låg detta ansvar i första hand hos staten. På 1960-talet startades även Medicinskt centrum, och i samband med detta inrättades ett vetenskapligt råd, bestående av ett antal forskare inom en rad olika ämnen - alla med anknytning till psykiatri.

### Verksamheten expanderar
1970-talet var en tid av expansion och nybyggnation för Lillhagens sjukhus. Man uppförde 1970 en ny klinikbyggnad med inskrivnings- och intagningsavdelning och kontor för läkare, psykologer och kuratorer. Huset inhyste även ett nytt apotek.  I april 1973 togs ett nytt storkök i bruk, det modernaste i Norden, som sedan dagligen levererade 4000 matportioner till Lillhagens sjukhus, S:t Jörgens sjukhus och flera sjukhem. År 1975 invigdes en ny stor vårdpaviljong, Vårdbyggnad A, med 14 vårdavdelningar med 16 patienter vardera (224 vårdplatser), bibliotek, arbetsterapilokaler, kyrksal och ett antal samlingslokaler. I slutet av 1970-talet byggde man ut Mottagningsbyggnaden med bland annat nya expeditioner och lokaler för Göteborgs universitet. År 1981 stod tillbyggnaden färdig.

### Ny indelning
I början av 1980-talet övergick man i Sverige till en distriktsindelad psykiatri, vilket för Lillhagens del innebar att sjukhuset tillsammans med Sahlgrenska sjukhuset fick dela på fem geografiska upptagningsområden: Väster, Nordost, Centrum, Hisingen och Sydost. Man startade psykiatrisk öppenvård i de olika distrikten, och tanken var att patienterna skulle kunna få akut och även förebyggande vård där. Därigenom kunde behovet av den slutna vården på institutioner som exempelvis Lillhagens sjukhus minska. Detta var en del av de nya ambitionerna inom psykiatrin, där framför allt Socialstyrelsen hade en uttalad strävan att avveckla mentalsjukhusen i landet.

### Georg Punell
Georg Punell var under mer än 30 år verksam som läkare på Lillhagens sjukhus och han var där en nytänkande och progressiv kraft som kämpade, ofta i motvind, för att rehabilitera och skriva ut patienter vid en tid då detta allmänt ansågs omöjligt. Han deltog bland annat i försöken med dagsjukvård på 1960-talet. Trots detta var Punell kritisk mot den nya reformen. Han skriver i sin bok Farväl Lillhagen (1995):
"Den öppna vården fungerade inte heller så bra som man hade hoppats. Patienterna far illa. Delvis berodde det på att distriktsvården aldrig fick de ekonomiska medel som omläggningen av organisationen behövde. Man trodde att det var tillräckligt om man bara flyttade över pengarna från den slutna vården till den öppna. Men det räckte inte. Patienterna blev lidande." Punell fortsätter med att citera en tidning som skriver om reformen: "Människor har farit illa, de går och rotar i papperskorgar". Tidningen fortsätter: "Kanske kan det ändå vara ett framsteg att gå mellan papperskorgar mot att vara inspärrad på Lillhagen!" På detta svarar Georg Punell: "Mina gamla medarbetare skulle nog inte känna igen den bilden, den är nedsättande och orättvis. De skulle säga att ofriheten, om den förekommer, inte sitter i de låsta dörrarna utan i den egna själen."

### Sjukhuset avvecklas
Arbetet med att avskaffa de stora institutionerna fortsatte dock, och 1993 bestämdes att allmänpsykiatrin skulle vara borta från Lillhagens sjukhus senast 1998. Avdelning efter avdelning lämnade sjukhuset och flyttade till Sahlgrenska sjukhuset och Högsbo sjukhus. De äldre patienterna flyttades ut till sjukhem. Många patienter skrevs ut till egna boende i olika former. Bara den klinik som hörde till Östra sjukhuset fick vara kvar, i väntan på nya lokaler. 2006 lämnade de Lillhagsparkens sjukhus och flyttade till ett nytt vårdhus.

## Lillhagsparkens sjukhus idag
Lillhagsparkens sjukhus bedriver idag ingen rättspsykiatrisk vård, samtliga 6 avdelningar med vardera 12 vårdplatser flyttades 2013 till Rågården. De olika avdelningarna hade olika inriktningar, framför allt rehabilitering men även bedömning av vårdbehov. I vården ingick medicinska, psykologiska och pedagogiska insatser. Till den rättspsykiatriska vårdkedjan är även en akutvårdsavdelning (RPAV) knuten, belägen i Backa. Avdelningen tar emot patienter från hela Västra Götalandsregionen som genomgått rättspsykiatrisk undersökning i avvaktan på att domen skall vinna laga kraft. De tar även emot patienter från fängelse och häkte som har ett vårdbehov. Patienter inom rättspsykiatrin som vårdas i öppenvård har kontakt med öppenvårdsenheten (RPÖV).

## Bilder

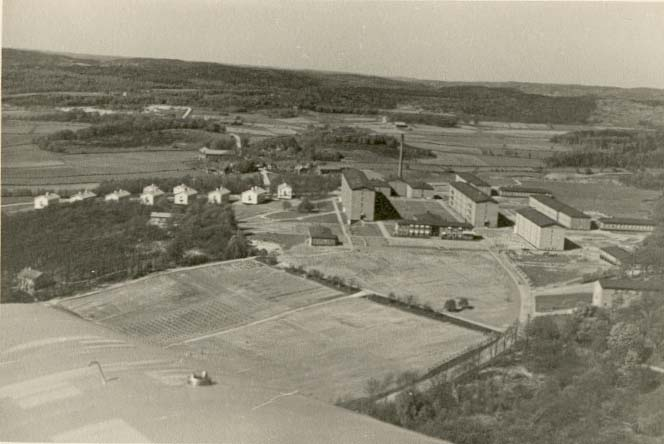
Flygfoto, Lillhagens sjukhus 1935.
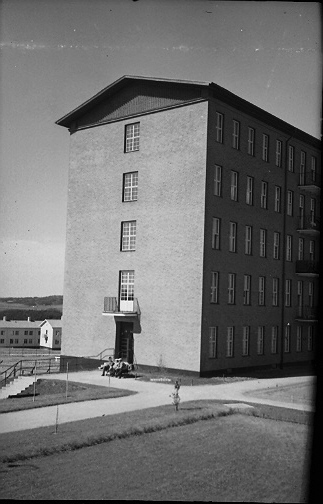
Lillhagens sjukhus. Avdelningen för män, 1935.
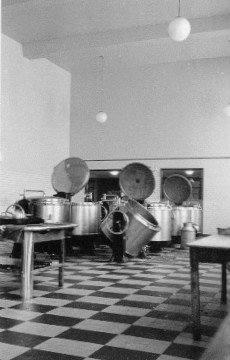
Köket, Lillhagens sjukhus 1935.
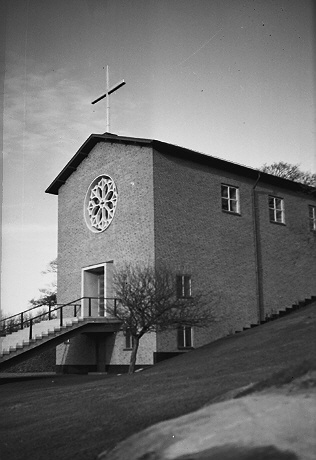
Lillhagens sjukhus, sjukhuskyrkan 1935.
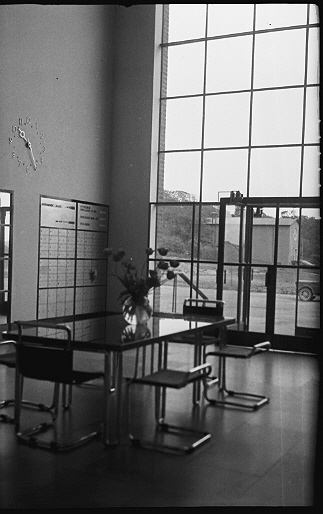
Administrationsbyggnaden, Lillhagens sjukhus 1935.
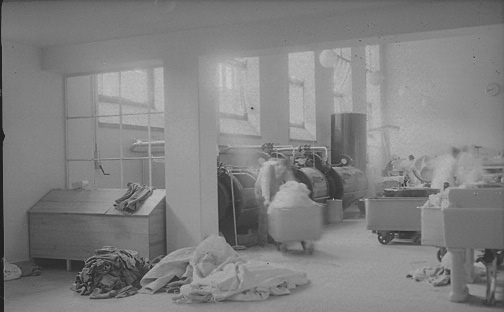
Tvätteriet, Lillhagens sjukhus 1935.
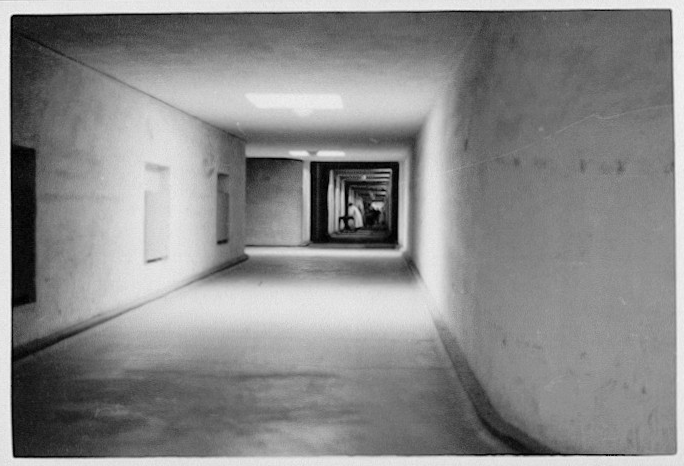
Del av kulvert. Lillhagens sjukhus 1935.
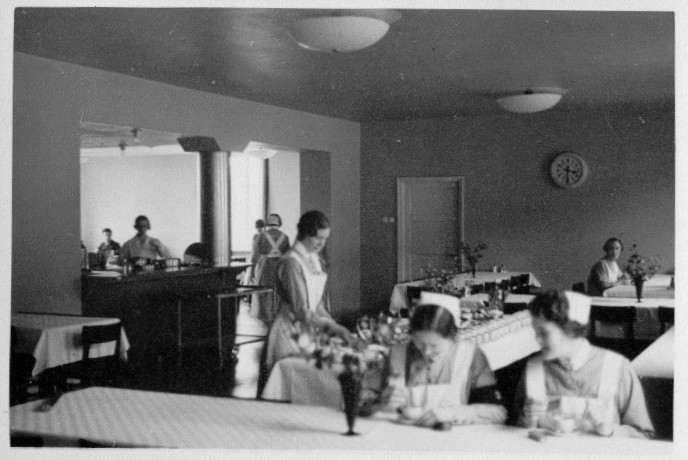
Personalmatsal, 1935.
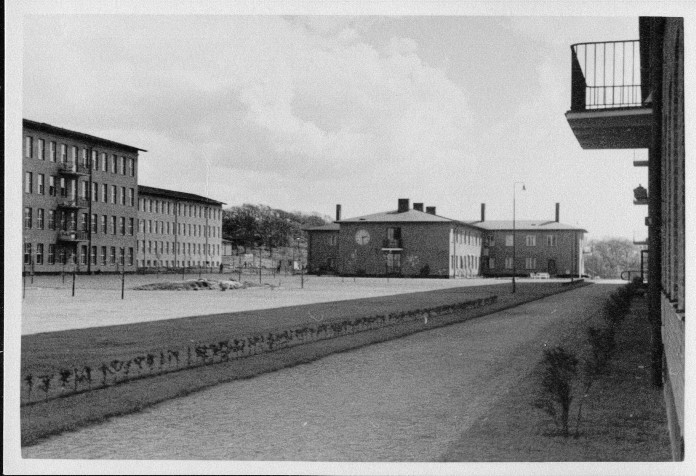
Centralgården med avdelning för kvinnor till vänster, därefter avdelning för "lugna kvinnor". I mitten administrationsbyggnaden, på höger sida avdelning för män (1935).